# Romelu Lukaku
Romelu Menama Lukaku Bolingoli (Anversa, 13 maggio 1993) è un calciatore belga, attaccante del Napoli e della nazionale belga.
Nel 2009, all'età di 16 anni, ha esordito tra i professionisti con l'Anderlecht, con cui ha vinto il campionato belga (2009-2010). Nel 2011 è stato acquistato dal Chelsea, dove, complice la giovane età, ha trovato poco spazio; per tale motivo, nella stagione 2012-2013 ha giocato in prestito al West Bromwich, disputando una buona annata. Nel 2013 si è trasferito all'Everton, dove è rimasto per quattro anni e si è affermato come uno degli attaccanti più prolifici del campionato inglese. Nel 2017 è stato acquistato dal Manchester Utd, per una cifra che lo ha reso, in quel momento, il giocatore belga più costoso di sempre. Dopo due stagioni si è trasferito all'Inter, risultando l'acquisto più oneroso nella storia del club milanese; con i nerazzurri ha poi vinto un campionato italiano (2020-2021). Nel 2021 ha fatto ritorno al Chelsea, diventando l'acquisto più costoso nella storia del club londinese, nonché la cessione più remunerativa di sempre per una squadra italiana; con i Blues ha conquistato una Coppa del mondo per club FIFA (2021). Nel 2022 ha fatto ritorno in prestito all'Inter, vincendo una Supercoppa italiana (2022) e una Coppa Italia (2022-2023). Dal 2023 al 2024 ha giocato in prestito per la Roma, prima di passare a titolo definitivo al Napoli, con cui ha conquistato nuovamente il campionato italiano (2024-2025).
Entrato nel giro della nazionale belga a partire dal 2010, ha partecipato a tre edizioni del campionato mondiale (2014, 2018 e 2022) e a tre del campionato europeo (2016, 2020 e 2024). Con 83 gol realizzati, è il miglior marcatore nella storia della selezione.
A livello individuale è stato capocannoniere della Pro League (2009-2010) e della UEFA Europa League (2014-2015), oltre a vincere la Scarpa di bronzo del campionato mondiale (2018). È stato anche inserito nella squadra dell'anno della PFA (2016-2017), nella squadra della stagione della UEFA Europa League (2019-2020) e nella squadra dell'anno AIC (2020-2021), oltre ad essere stato nominato miglior giocatore della UEFA Europa League (2019-2020), miglior giocatore della Serie A (2020-2021) e miglior calciatore AIC (2020-2021).

## Biografia
Nato ad Anversa, città nel nord del Belgio, Lukaku proviene da una famiglia di calciatori: suo padre Roger è stato un calciatore della nazionale dello Zaire, mentre sia suo fratello minore Jordan sia il cugino Boli Bolingoli-Mbombo hanno intrapreso la stessa carriera.
È stato il primo giocatore della Premier League a legarsi all'agenzia di Jay-Z, la Roc Nation Sports. Nel giugno 2018 ha firmato un accordo record con la Puma, il più oneroso nella storia dell'azienda.
Lukaku è poliglotta. Nato in una famiglia che parla lingala e francese ed entrato a contatto fin da subito con l'olandese (essendo nato nelle Fiandre), è inoltre in grado di parlare inglese, tedesco, portoghese, spagnolo ed italiano.
Durante la carriera ha invitato gli organi di governo del calcio, squadre e calciatori ad assumere iniziative di contrasto alla discriminazione negli stadi. Lukaku stesso è stato vittima di ingiurie razziste durante la partita Cagliari-Inter, giocata alla Sardegna Arena il 1º settembre 2019, e nel corso della semifinale di Coppa Italia Juventus-Inter del 4 aprile 2023, allo Juventus Stadium; in quest'ultima occasione ha reagito agli insulti con un'esultanza polemica dopo il gol segnato nel finale, ricevendo la seconda ammonizione e venendo quindi espulso dall'arbitro. Tuttavia, nei giorni successivi è stato graziato dal presidente della FIGC Gabriele Gravina.

## Caratteristiche tecniche
È un centravanti molto fisico, che predilige l'uso del piede sinistro e che è abile anche nel gioco aereo. Nonostante la stazza imponente, è dotato di buona tecnica e di buona progressione palla al piede in campo aperto. Inoltre, è un ottimo tiratore di calci di rigore: su 47 rigori tirati in carriera, ne ha realizzati 40.
Il suo idolo calcistico è Adriano, ma ha dichiarato d'ispirarsi a Didier Drogba, suo ex compagno di squadra al Chelsea.

## Carriera

### Club

#### Esordi e Anderlecht
Nato in Belgio da una famiglia congolese, nelle divisioni giovanili realizza 116 reti in 70 partite con il Lierse e poi 41 gol in 98 incontri con la maglia dell'Anderlecht.
Appena compiuti 16 anni, nel maggio 2009, firma il suo primo contratto da professionista con l'Anderlecht fino al 2012. Il 24 maggio 2009, a 16 anni e 11 giorni, debutta nella massima divisione belga, sostituendo Víctor Bernárdez al 65' del match di ritorno dello spareggio-scudetto contro lo Standard Liegi, perso dall'Anderlecht per 1-0.
Nella stagione successiva entra stabilmente a far parte della prima squadra. Il 22 agosto seguente, alla terza giornata di campionato, segna la sua prima rete tra i professionisti contro lo Zulte Waregem, divenendo il più giovane marcatore di sempre della Pro League, a 16 anni e 101 giorni. Scende poi in campo nei preliminari di UEFA Champions League, persi contro l'Olympique Lione. Il successivo 17 settembre debutta in UEFA Europa League contro la Dinamo Zagabria, fornendo l'assist del definitivo 2-0. Tre mesi dopo, il 17 dicembre, realizza due gol nella sfida di Europa League contro l'Ajax. Il 29 gennaio 2010 segna la sua prima doppietta in campionato, durante la trasferta vinta per 5-0 contro il Germinal Beerschot. Il successivo 25 febbraio apre le marcature nella vittoria per 4-0 contro l'Athletic Bilbao, che consente ai belgi di accedere agli ottavi di finale di Europa League. Al termine della stagione vince la Jupiler League, laureandosi capocannoniere del torneo con 15 reti segnate.
Inizia la stagione 2010-2011 realizzando i suoi primi due gol in Champions League, nella gara di ritorno del primo turno dei preliminari, giocata il 3 agosto seguente contro il The New Saints. Chiude l'annata con 20 reti in 50 presenze tra tutte le competizioni.

#### Chelsea e prestito al West Bromwich

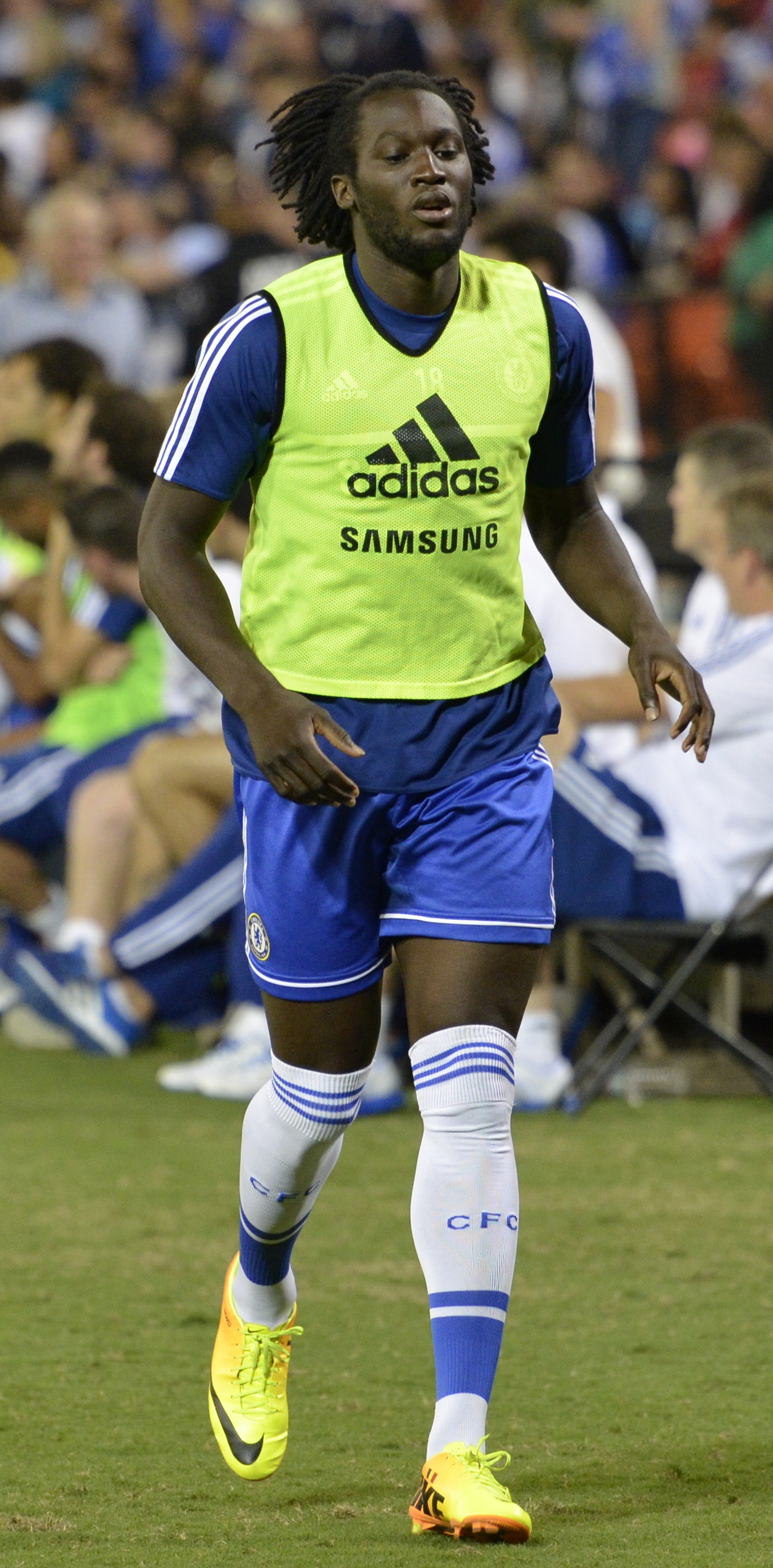
Lukaku durante un riscaldamento con il nell'agosto 2013.

Nell'agosto 2011 passa al Chelsea per circa 15 milioni di euro, firmando un contratto di cinque anni e scegliendo d'indossare la maglia numero 18. Fa il suo esordio nella vittoria casalinga per 3-1 ai danni del Norwich City, sostituendo Fernando Torres verso la fine del secondo tempo. A causa del poco spazio concessogli, viene poi aggregato alla squadra delle riserve, con cui segna 7 gol in 9 partite. Il 13 maggio 2012 gioca la sua prima gara da titolare contro il Blackburn Rovers, risultando decisivo con un assist per il gol di John Terry. Durante la stagione disputa in totale 12 partite ufficiali e vince la FA Cup, l’unico titolo conquistato nella sua prima esperienza con la maglia dei Blues.
L'11 agosto 2012 viene ceduto in prestito annuale al West Bromwich, per giocare con maggiore continuità. Sigla il primo gol con la nuova maglia nella vittoria per 3-0 contro il Liverpool, alla prima di campionato. Il 12 gennaio 2013 realizza la sua prima doppietta in Premier League, nella partita persa 2-3 contro il Reading. Il 19 maggio seguente realizza da subentrato una tripletta contro il Manchester Utd di Alex Ferguson, diventando il sesto giocatore di sempre a riuscirci; i suoi gol contribuiscono al rocambolesco 5-5 finale. Termina la stagione con 17 reti in campionato, dando un apporto decisivo per il raggiungimento dell'8º posto da parte dei Baggies.
Nell'estate successiva fa un breve rientro al Chelsea, con cui, il 30 agosto, disputa la Supercoppa UEFA a Praga, contro il Bayern Monaco; nell'occasione subentra a Fernando Torres nei tempi supplementari e si fa parare il penalty decisivo da Manuel Neuer nella serie dei tiri di rigore, che decide la partita a favore dei tedeschi.

#### Everton

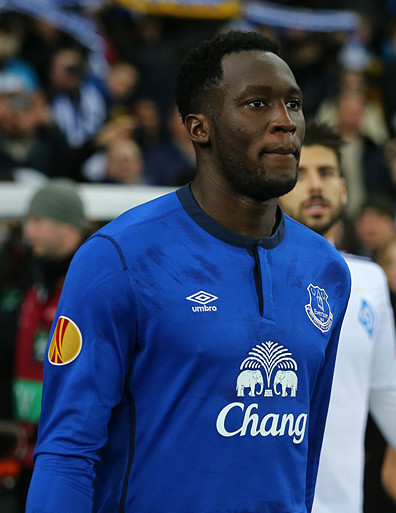
Lukaku con la maglia dell' in una partita di UEFA Europa League nel marzo 2015.

Il 2 settembre 2013 viene ceduto all'Everton con la formula del prestito annuale. Esordisce il successivo 21 settembre, andando a segno nella vittoria esterna per 3-2 contro il West Ham Utd. Nove giorni più tardi realizza una doppietta nel debutto casalingo contro il Newcastle Utd, vinto per 3-2. Segna due gol anche nel suo primo derby contro il Liverpool, pareggiato per 3-3. Nel gennaio 2014 subisce un infortunio alla caviglia, che lo tiene fuori fino al marzo seguente. Conclude la stagione con 15 gol in 31 presenze di Premier League, che contribuiscono al raggiungimento della quota record di 72 punti per i Toffees. 
Dopo aver fatto ritorno al Chelsea in seguito alla scadenza del prestito, il 30 luglio 2014 viene ufficializzato il suo trasferimento a titolo definitivo all'Everton per 28 milioni di sterline, che fanno di lui l'acquisto più costoso nella storia del club. Il giocatore firma un contratto quinquennale, scegliendo d'indossare la maglia numero 10. Il successivo 13 settembre segna il primo gol della nuova stagione contro la sua ex squadra, il West Bromwich. Il 19 febbraio 2015 realizza la prima tripletta con la maglia dell'Everton, in occasione della vittoria per 4-1 contro lo Young Boys, valevole per i sedicesimi di Europa League. Chiude la competizione continentale con 8 reti, laureandosi capocannoniere a pari merito con Alan.
Il 15 agosto seguente, alla seconda giornata di Premier League, segna le prime due reti stagionali nella vittoria esterna per 3-0 contro il Southampton. Il 21 novembre, grazie alla doppietta nel successo per 4-0 sull'Aston Villa, diventa il quinto giocatore Under-23 a segnare 50 gol in Premier League, dopo Robbie Fowler, Michael Owen, Wayne Rooney e Cristiano Ronaldo. Il 12 dicembre, andando a segno nell'1-1 contro il Norwich City, diventa il primo giocatore dell'Everton a segnare per sei gare consecutive di Premier League e il primo a farlo per sette gare in tutte le competizioni, dopo Bob Latchford. Nel match successivo, perso per 2-3 contro il Leicester City, va a segno per l'ottava partita consecutiva. Il 1º marzo 2016, realizzando un gol nella vittoria per 3-1 sul campo dell'Aston Villa, stabilisce il nuovo primato di reti per un giocatore dei Toffees in Premier League (17).
Il successivo 12 settembre realizza una tripletta nel 3-0 contro il Sunderland in 11 minuti e 37 secondi, la dodicesima più veloce nella storia della Premier League. Il 4 febbraio 2017, nella vittoria per 6-3 contro il Bournemouth, mette a segno quattro gol, il primo dei quali diventa il gol più veloce dell'Everton in Premier League. Il 5 marzo seguente, andando a segno nella sconfitta per 2-3 contro il Tottenham, supera Duncan Ferguson in testa alla classifica dei migliori marcatori dell'Everton in Premier League. Il 15 aprile, nella vittoria per 3-1 contro il Burnley, eguaglia Dixie Dean, riuscendo ad andare in gol per nove partite interne consecutive. A fine stagione viene incluso per la prima volta nella Squadra dell'anno della PFA, oltre a totalizzare 25 reti in campionato: l'ultimo giocatore dei Toffees a raggiungere tale soglia era stato Gary Lineker, autore di 30 gol nella First Division 1985-1986. Nel corso della stessa annata diventa anche il primo calciatore straniero a segnare 80 gol in Premier League prima dei 24 anni.

#### Manchester United

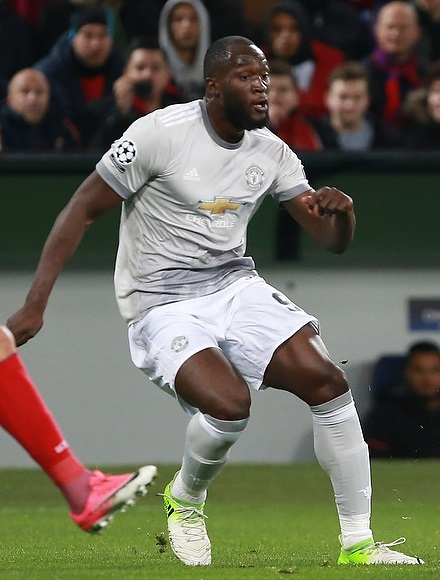
Lukaku in azione con il in una gara di UEFA Champions League nel settembre 2017.

L'8 luglio 2017 il Manchester United comunica di aver raggiunto un accordo con l'Everton per il suo trasferimento, che viene formalizzato due giorni dopo; il giocatore belga firma un contratto quinquennale con opzione per un ulteriore anno. L'intesa tra i due club viene raggiunta sulla base di un corrispettivo fisso di 75 milioni di sterline (pari a circa 85 milioni di euro) più altri bonus legati al rendimento del calciatore e quantificabili in 15 milioni di sterline. Esordisce con la squadra guidata da José Mourinho l'8 agosto 2017, giocando titolare nella Supercoppa UEFA, persa 2-1 contro il Real Madrid a Skopje, durante la quale realizza il suo primo gol con la nuova maglia. Il 13 agosto debutta con i Red Devils in Premier League, realizzando una doppietta nella vittoria casalinga per 4-0 contro il West Ham Utd. Il 27 settembre realizza altri due gol nel successo per 4-1 contro il CSKA Mosca in Champions League, diventando il primo giocatore del Manchester United a segnare 10 gol nelle sue prime 9 presenze ufficiali (record in precedenza appartenente a Bobby Charlton, con 9 gol nelle sue prime 9 partite disputate). Il 31 marzo 2018 diventa il più giovane a raggiungere il traguardo delle 100 reti segnate in Premier League, nel successo per 2-0 sullo Swansea City. Termina la stagione subentrando dalla panchina nella finale di FA Cup, persa per 1-0 contro il Chelsea al Wembley Stadium.
Inizia l'annata 2018-2019 segnando 4 gol nelle prime 5 presenze. Con l'arrivo in panchina di Ole Gunnar Solskjær a dicembre, in sostituzione dell'esonerato Mourinho, gli viene spesso preferito Marcus Rashford nella formazione iniziale della squadra. Il 6 marzo 2019, nella gara di ritorno dei quarti di finale di Champions League contro il Paris Saint-Germain, al Parco dei Principi, contribuisce con una doppietta al 3-1 finale, che consente al Manchester United di superare il turno dopo lo 0-2 subìto all'andata all'Old Trafford. Chiude la sua seconda stagione con i Red Devils realizzando 15 reti in 45 presenze complessive.

#### Inter
L'8 agosto 2019 viene acquistato dall'Inter, con cui firma un contratto quinquennale, per 65 milioni di euro più 10 milioni di bonus, che lo rendono il giocatore più costoso nella storia del club nerazzurro. Sceglie d'indossare la maglia numero 9, appartenuta in precedenza a Mauro Icardi. Esordisce in Serie A il 26 agosto successivo, nella vittoria per 4-0 sul Lecce, realizzando il terzo gol dei nerazzurri. Il debutto in Champions League avviene il 17 settembre, contro lo Slavia Praga (1-1). Quattro giorni più tardi segna la sua prima rete nel derby di Milano, realizzando il gol del definitivo 2-0 dei nerazzurri. Nelle prime 13 giornate di campionato va a segno per 10 volte, eguagliando il miglior risultato per un debuttante dell'Inter in Serie A, stabilito da István Nyers nella stagione 1948-1949. Il 27 novembre realizza il suo primo gol in Champions League con i meneghini, nella vittoria per 3-1 in casa dello Slavia Praga. Il 14 gennaio 2020 debutta in Coppa Italia, segnando una doppietta al Cagliari nella sfida valida per gli ottavi di finale, vinta dai meneghini per 4-1. Il 20 febbraio realizza una rete all'esordio in Europa League, nell'andata dei sedicesimi di finale contro il Ludogorec, vinta per 2-0 in trasferta. Chiude il campionato con 23 reti, che contribuiscono al secondo posto finale dell'Inter: meglio di lui, alla stagione d'esordio con i nerazzurri, avevano fatto solo Nyers, con 26 reti nel torneo 1948-1949, e Ronaldo, con 25 in quello 1997-1998. In Europa League segna in tutte le gare della fase ad eliminazione diretta, trascinando l'Inter fino alla finale della manifestazione, a ventidue anni di distanza dall'ultima volta. Nella finale contro il Siviglia del 21 agosto è autore del gol del vantaggio interista, ma anche dell'autogol che determina la sconfitta dei nerazzurri per 2-3. La rete realizzata contro gli spagnoli gli consente di arrivare a 11 partite di fila a segno in Europa League tra Everton e Inter, un record assoluto per la competizione. Conclude la prima annata all'Inter con 34 reti in 51 partite fra tutte le competizioni, eguagliando lo score realizzativo stabilito da Ronaldo nella stagione 1997-1998. Nell'ottobre seguente viene nominato miglior giocatore dell'Europa League 2019-2020.
Inizia la stagione successiva segnando al debutto in campionato, nella vittoria del 26 settembre contro la Fiorentina (4-3), oltre ad andare in gol per il terzo derby consecutivo, perso con il risultato di 1-2 il 17 ottobre seguente. Il 22 dello stesso mese, all'esordio stagionale in Champions League, realizza una doppietta nel pareggio per 2-2 contro il Borussia M'gladbach, allungando la striscia record per un giocatore dell'Inter di partite europee consecutive a segno. Realizza un'altra doppietta anche nella gara di ritorno contro i tedeschi, vinta per 3-2, totalizzando 4 gol in 5 apparizioni in Champions League. A livello internazionale, il belga conclude il 2020 laureandosi come l'attaccante più prolifico dell'anno nelle competizioni UEFA, con 16 reti tra Champions League, Europa League e Nations League. Il 3 gennaio 2021, andando a segno nel successo per 6-2 contro il Crotone in campionato, realizza il 50º gol in 70 presenze tra tutte le competizioni con la maglia nerazzurra, diventando il quarto più veloce a raggiungere tale traguardo nella storia del club. Il successivo 13 gennaio, al debutto in Coppa Italia, segna il gol decisivo che consente all'Inter di battere la Fiorentina negli ottavi di finale (2-1) e qualificarsi ai quarti contro il Milan. Va a segno contro i rossoneri sia il 26 gennaio, nella vittoria valida per il turno della coppa nazionale (2-1), che nel successo del 21 febbraio in campionato (3-0), diventando così l'unico giocatore nella storia della stracittadina milanese ad andare in gol per 5 partite consecutive in tutte le competizioni. Con 24 reti in 36 gare di Serie A, il suo apporto si rivela fondamentale per la vittoria dello scudetto da parte dell’Inter, a undici anni di distanza dalla precedente affermazione dei nerazzurri. A fine stagione viene eletto miglior giocatore del campionato.

#### Ritorno al Chelsea

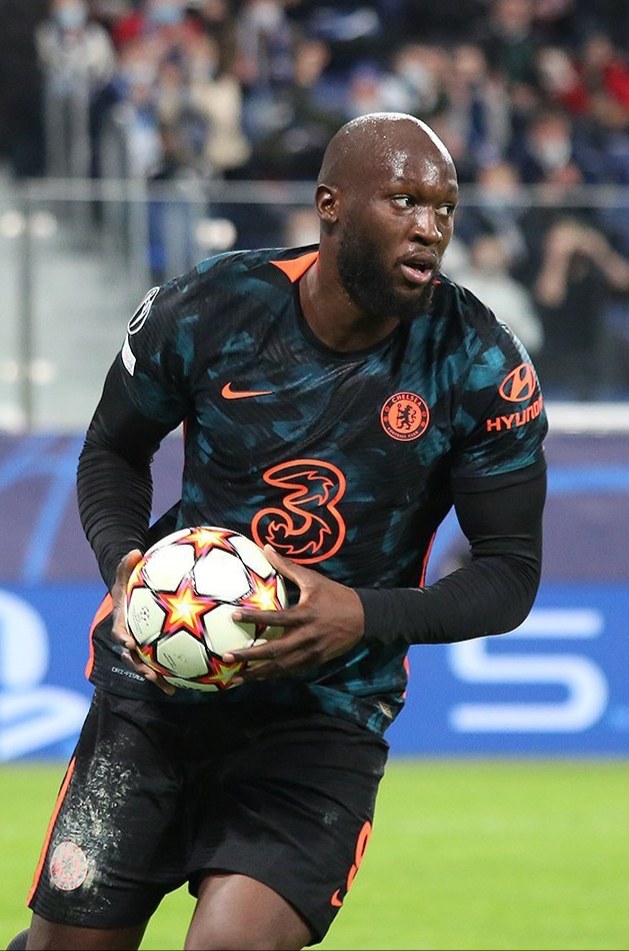
Lukaku con il in una gara di UEFA Champions League nel dicembre 2021.

Il 12 agosto 2021 fa ufficialmente ritorno al Chelsea dopo otto anni, trasferendosi in Inghilterra per 115 milioni di euro, che ne fanno l'acquisto più oneroso nella storia dei londinesi, nonché la cessione più remunerativa di sempre per l'Inter e in assoluto per un club della Serie A. Fa il suo debutto stagionale dieci giorni dopo, nella vittoria esterna per 2-0 in campionato contro l'Arsenal, durante la quale realizza anche la sua prima rete con la maglia dei Blues. Il successivo 12 settembre segna una doppietta contro l'Aston Villa, mentre due giorni dopo mette a segno il primo gol in competizione europee con il club londinese, nel successo per 1-0 contro lo Zenit San Pietroburgo. Alla fine di dicembre, in seguito ad un'intervista a Sky Sport, dove si dichiara scontento della sua situazione al Chelsea e di avere il desiderio di tornare all'Inter nel prosieguo della carriera, viene messo fuori squadra per la gara contro il Liverpool, poi conclusasi con un pareggio per 2-2. Successivamente, dopo essersi scusato con la società e con l'allenatore Thomas Tuchel, viene reintegrato in rosa, giocando da titolare la semifinale d'andata della Carabao Cup, vinta per 2-0 contro il Tottenham. Il 9 febbraio 2022 segna l'unica rete della gara contro l'Al-Hilal, valida per le semifinali della Coppa del mondo per club, permettendo così al Chelsea di accedere alla finale. Tre giorni dopo va in gol anche nell'atto conclusivo del torneo, contro il Palmeiras, contribuendo al successo per 2-1 degl'inglesi dopo i tempi supplementari: per Lukaku si tratta del primo titolo con la maglia del Chelsea dal suo ritorno, nonché del primo trofeo internazionale in assoluto. Conclude l'annata con 15 reti in 44 presenze complessive.

#### Ritorno all'Inter
Il 29 giugno 2022 viene annunciato il suo ritorno all'Inter con la formula del prestito oneroso, a 8 milioni di euro più 2 milioni di bonus, fino al termine della stagione; il giocatore sceglie di vestire la maglia numero 90 (essendo il 9 già occupato da Edin Džeko). Il 13 agosto, nella prima gara di campionato contro il Lecce, vinta per 2-1, segna il primo gol dal ritorno in nerazzurro; curiosamente, la squadra salentina era la stessa contro la quale il belga aveva segnato la prima rete in assoluto in Italia nell'agosto 2019. Infortunatosi alla fine dello stesso mese, e poi ancora a fine ottobre dopo un breve ritorno in campo, torna a giocare da titolare solo il 4 gennaio 2023, nella vittoria casalinga contro il Napoli (1-0). Il 18 gennaio seguente, pur senza scendere in campo poiché alla prese con un altro infortunio, vince il suo secondo trofeo con l'Inter, la Supercoppa italiana, con i nerazzurri che battono il Milan per 3-0. Il 22 febbraio, invece, torna a segno in Champions League, realizzando il gol-vittoria nella sfida degli ottavi di finale contro il Porto (1-0). Il 24 maggio conquista la sua prima Coppa Italia, la nona della storia per il club nerazzurro, grazie alla vittoria per 2-1 in finale contro la Fiorentina. Il successivo 10 giugno gioca da subentrato la finale di Champions League, persa per 1-0 contro il Manchester City. Chiude la stagione mettendo a segno 14 reti in 37 presenze complessive.

#### Prestito alla Roma
Il 30 agosto 2023 viene ufficializzato il suo trasferimento alla Roma, in prestito oneroso fino al termine della stagione, per 5,8 milioni di euro. Il 17 settembre, in occasione del successo casalingo per 7-0 contro l'Empoli, mette a segno la sua prima rete con la nuova maglia, realizzando la sesta marcatura del match. Quattro giorni dopo, all'esordio in Europa League con i capitolini, segna anche il gol della vittoria (2-1) sul campo dello Sheriff Tiraspol. Conclude la sua esperienza in giallorosso collezionando 47 presenze e 21 reti in tutte le competizioni, prima di fare nuovamente ritorno al Chelsea.

#### Napoli
Dopo aver svolto tutta la preparazione estiva con i Blues, il 29 agosto 2024 viene acquistato a titolo definitivo dal Napoli, sempre in Serie A, per 30 milioni di euro (pagabili in cinque rate annuali decrescenti, fino al 2028) più 15 milioni di bonus, firmando un contratto triennale che comprende il 30% della futura rivendita da riconoscere al Chelsea. Nel club partenopeo ritrova Antonio Conte, già suo allenatore ai tempi della prima parentesi all'Inter. Due giorni dopo, all'esordio nella gara casalinga contro il Parma, Lukaku subentra nel secondo tempo e va immediatamente a segno, pareggiando momentaneamente il match, poi ribaltato e vinto pochi minuti dopo dagli azzurri col risultato di 2-1. Il 29 ottobre seguente apre le marcature nel successo per 2-0 sul campo del Milan. Il successivo 24 novembre decide il match casalingo contro la sua ex squadra, la Roma, terminato col risultato di 1-0. Il 18 gennaio 2025 segna il gol del definitivo 3-2 a favore dei partenopei nella gara esterna contro l'Atalanta, valida per la 21ª giornata di campionato. Si ripete, poi, nel turno seguente, realizzando su rigore la rete decisiva nella vittoria casalinga per 2-1 contro la Juventus. Il successivo 14 aprile, in occasione della gara casalinga vinta per 3-0 contro l'Empoli, oltre a realizzare il suo 12º gol in campionato, serve due assist per le reti di Scott McTominay, raggiungendo così la doppia cifra stagionale anche in questa statistica. Il 23 maggio seguente, all'ultima giornata di campionato, sigla la rete del definitivo 2-0 ai danni del Cagliari, che permette agli azzurri di laurearsi campioni d'Italia per la quarta volta nella loro storia; per Lukaku si tratta del secondo scudetto vinto in carriera, dopo quello conquistato con l'Inter nell'annata 2020-2021 (anche in quel caso l'allenatore era Conte). L'attaccante belga conclude la stagione con 14 reti e 11 assist in 38 presenze complessive, risultando un fattore decisivo per il trionfo dei partenopei.
La sua seconda annata in maglia azzurra inizia con un infortunio: nell'amichevole precampionato contro l'Olympiacos del 14 agosto, infatti, rimedia una lesione di alto grado al muscolo retto femorale della coscia sinistra.

### Nazionale
Con la nazionale Under-21 belga segna la sua prima rete l'8 settembre 2009, contro i pari età della Slovenia.
Il 24 febbraio 2010, a 16 anni e 287 giorni, viene convocato dalla nazionale maggiore di Dick Advocaat per giocare l'amichevole contro la Croazia, gara in cui esordisce da titolare il 3 marzo seguente (venendo sostituito al 77'). Il successivo 17 novembre, a 17 anni, segna i suoi primi due gol con la maglia dei Diavoli Rossi, nell'amichevole giocata e vinta per 2-0 contro la Russia. 

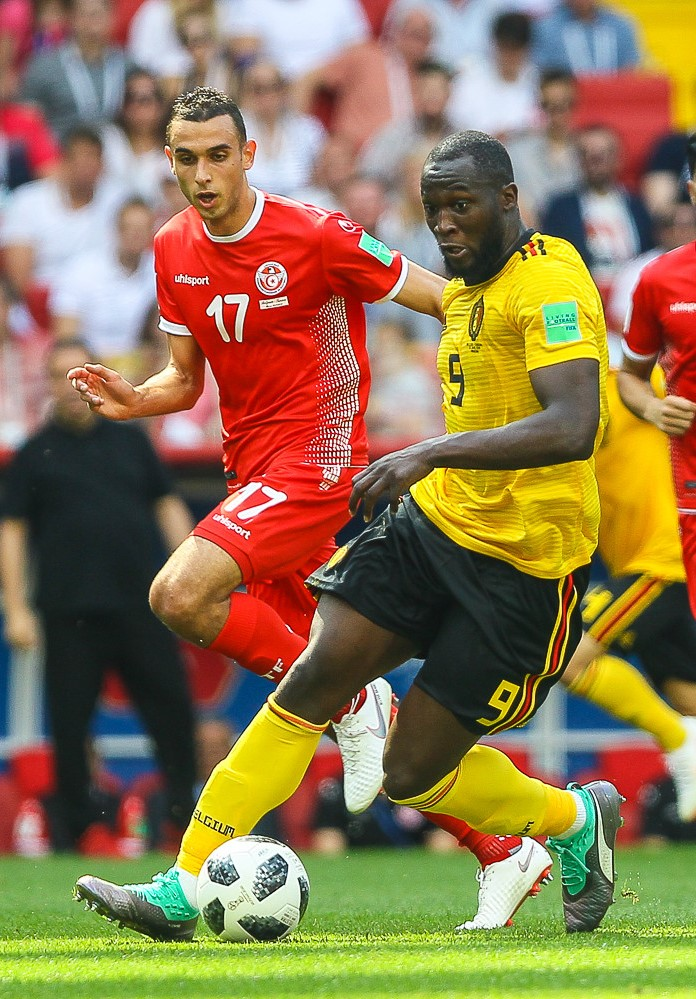
Lukaku in azione nella gara contro la al.

Convocato per il campionato del mondo 2014 in Brasile, Lukaku va a segno per la prima volta nell'ottavo di finale contro gli Stati Uniti, vinto per 2-1 grazie al suo gol decisivo nel corso dei tempi supplementari. La squadra viene eliminata al turno successivo dall'Argentina.
Chiamato per il campionato d'Europa 2016 in Francia, mette a segno due gol, entrambi nella partita giocata il 18 giugno e vinta per 3-0 contro l'Irlanda. Il cammino del Belgio nella rassegna continentale si interrompe ai quarti di finale, in seguito alla sconfitta per 1-3 contro il Galles. Dopo l'Europeo il CT Marc Wilmots viene sostituito da Roberto Martínez, già allenatore di Lukaku all'Everton per tre anni. 
Il 31 agosto 2017 realizza la sua prima tripletta in nazionale, nella vittoria per 9-0 contro Gibilterra. Il 14 novembre dello stesso anno, segnando il gol decisivo nella vittoria per 1-0 in amichevole contro il Giappone, supera Bernard Voorhoof e Paul Van Himst, diventando il miglior marcatore nella storia della nazionale belga con 31 reti.
Convocato per il campionato del mondo 2018, il 18 giugno realizza una doppietta nella partita contro Panama, ripetendosi poi cinque giorni più tardi contro la Tunisia: Lukaku diventa così il primo giocatore, dopo Diego Maradona nel 1986, a segnare due o più gol in due partite consecutive del Mondiale. Inoltre, con 5 reti realizzate, raggiunge Wilmots nella classifica dei giocatori belgi con più gol nei Mondiali. Al termine della competizione, che vede il Belgio arrivare terzo, ottiene la scarpa di bronzo.
Nell'autunno seguente partecipa alla UEFA Nations League 2018-2019, al termine della quale risulta il terzo miglior marcatore con 4 reti, a pari merito con il kosovaro Arbër Zeneli, il georgiano Giorgi Chakvetadze e l'ungherese Ádám Szalai.

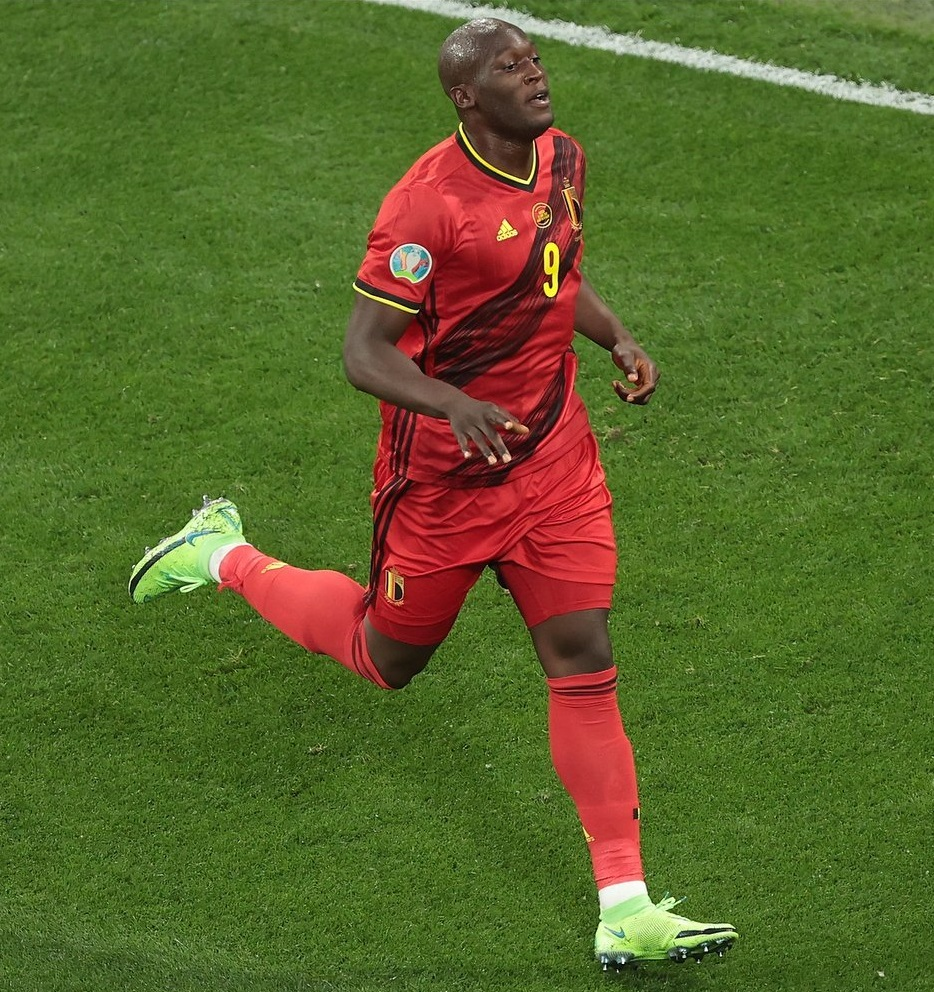
Lukaku durante la partita contro la al

Convocato per il campionato d'Europa 2020, realizza una doppietta nella partita inaugurale contro la Russia, giocata il 12 giugno 2021 (3-0); diventa così, con 4 gol, il miglior marcatore della nazionale belga nella fase finale dell'Europeo. Nove giorni dopo va nuovamente a segno nel successo per 2-0 contro la Finlandia. L'ultima rete del torneo la realizza contro l'Italia il 2 luglio seguente, nella sconfitta per 1-2 che sancisce l'eliminazione del Belgio nei quarti di finale. Alla fine della rassegna continentale viene inserito nella top 11 della competizione.
Il successivo 5 settembre, in occasione della vittoria per 3-0 contro la Rep. Ceca, raggiunge quota 100 presenze in nazionale maggiore; nella stessa partita realizza anche il suo 67º gol con il Belgio.
Nel novembre del 2022 viene incluso nella rosa belga partecipante al campionato mondiale in Qatar, dove gioca solo due spezzoni di gara nei gironi, risultando comunque protagonista in negativo nel pareggio contro la Croazia (0-0), che sancisce l'eliminazione dei Diavoli Rossi dalla competizione.
Il 19 novembre 2023 realizza una quaterna nella sfida vinta per 5-0 contro l'Azerbaigian, valevole per le qualificazioni a Euro 2024, durante le quali è autore di 14 gol complessivi, risultandone il capocannoniere e diventandone il recordman di reti segnate.

## Statistiche
Tra club, nazionale maggiore e nazionali giovanili, Lukaku ha collezionato globalmente 808 partite, segnando 406 reti, con una media di 0.5 gol a partita.

### Presenze e reti nei club
Statistiche aggiornate al 1º luglio 2025.
| Stagione                 | Squadra                  | Campionato               | Campionato | Campionato | Coppe nazionali | Coppe nazionali | Coppe nazionali | Coppe continentali | Coppe continentali | Coppe continentali | Altre coppe | Altre coppe | Altre coppe | Totale | Totale |
| Stagione                 | Squadra                  | Comp                     | Pres       | Reti       | Comp            | Pres            | Reti            | Comp               | Pres               | Reti               | Comp        | Pres        | Reti        | Pres   | Reti   |
| ------------------------ | ------------------------ | ------------------------ | ---------- | ---------- | --------------- | --------------- | --------------- | ------------------ | ------------------ | ------------------ | ----------- | ----------- | ----------- | ------ | ------ |
| 2008-2009                | Anderlecht               | D1                       | 0+1        | 0+0        | CB              | -               | -               | UCL                | -                  | -                  | SB          | -           | -           | 1      | 0      |
| 2009-2010                | Anderlecht               | D1                       | 25+8       | 15+0       | CB              | 1               | 0               | UCL+UEL            | 1+10               | 0+4                | -           | -           | -           | 45     | 19     |
| 2010-2011                | Anderlecht               | D1                       | 28+9       | 12+4       | CB              | 2               | 0               | UCL+UEL            | 3+8                | 3+1                | SB          | 0           | 0           | 50     | 20     |
| lug.-ago. 2011           | Anderlecht               | D1                       | 2          | 2          | CB              | -               | -               | UEL                | -                  | -                  | -           | -           | -           | 2      | 2      |
| Totale Anderlecht        | Totale Anderlecht        | Totale Anderlecht        | 55+18      | 29+4       |                 | 3               | 0               |                    | 22                 | 8                  |             | 0           | 0           | 98     | 41     |
| ago. 2011-2012           | Chelsea                  | PL                       | 8          | 0          | FACup+CdL       | 1+3             | 0               | UCL                | -                  | -                  | -           | -           | -           | 12     | 0      |
| 2012-2013                | West Bromwich            | PL                       | 35         | 17         | FACup+CdL       | 2+1             | 0               | -                  | -                  | -                  | -           | -           | -           | 38     | 17     |
| lug.-set. 2013           | Chelsea                  | PL                       | 2          | 0          | FACup+CdL       | -               | -               | UCL                | -                  | -                  | SU          | 1           | 0           | 3      | 0      |
| set. 2013-2014           | Everton                  | PL                       | 31         | 15         | FACup+CdL       | 1+1             | 1+0             | -                  | -                  | -                  | -           | -           | -           | 33     | 16     |
| 2014-2015                | Everton                  | PL                       | 36         | 10         | FACup+CdL       | 2+1             | 2+0             | UEL                | 9                  | 8                  | -           | -           | -           | 48     | 20     |
| 2015-2016                | Everton                  | PL                       | 37         | 18         | FACup+CdL       | 3+6             | 3+4             | -                  | -                  | -                  | -           | -           | -           | 46     | 25     |
| 2016-2017                | Everton                  | PL                       | 37         | 25         | FACup+CdL       | 1+1             | 1+0             | -                  | -                  | -                  | -           | -           | -           | 39     | 26     |
| Totale Everton           | Totale Everton           | Totale Everton           | 141        | 68         |                 | 16              | 11              |                    | 9                  | 8                  |             | -           | -           | 166    | 87     |
| 2017-2018                | Manchester Utd           | PL                       | 34         | 16         | FACup+CdL       | 6+2             | 5+0             | UCL                | 8                  | 5                  | SU          | 1           | 1           | 51     | 27     |
| 2018-2019                | Manchester Utd           | PL                       | 32         | 12         | FACup+CdL       | 3+1             | 1+0             | UCL                | 9                  | 2                  | -           | -           | -           | 45     | 15     |
| Totale Manchester United | Totale Manchester United | Totale Manchester United | 66         | 28         |                 | 12              | 6               |                    | 17                 | 7                  |             | 1           | 1           | 96     | 42     |
| 2019-2020                | Inter                    | A                        | 36         | 23         | CI              | 4               | 2               | UCL+UEL            | 5+6                | 2+7                | -           | -           | -           | 51     | 34     |
| 2020-2021                | Inter                    | A                        | 36         | 24         | CI              | 3               | 2               | UCL                | 5                  | 4                  | -           | -           | -           | 44     | 30     |
| 2021-2022                | Chelsea                  | PL                       | 26         | 8          | FACup+CdL       | 6+4             | 3+0             | UCL                | 6                  | 2                  | Cmc         | 2           | 2           | 44     | 15     |
| Totale Chelsea           | Totale Chelsea           | Totale Chelsea           | 36         | 8          |                 | 14              | 3               |                    | 6                  | 2                  |             | 3           | 2           | 59     | 15     |
| 2022-2023                | Inter                    | A                        | 25         | 10         | CI              | 4               | 1               | UCL                | 8                  | 3                  | SI          | 0           | 0           | 37     | 14     |
| Totale Inter             | Totale Inter             | Totale Inter             | 97         | 57         |                 | 11              | 5               |                    | 24                 | 16                 |             | 0           | 0           | 132    | 78     |
| 2023-2024                | Roma                     | A                        | 32         | 13         | CI              | 2               | 1               | UEL                | 13                 | 7                  | -           | -           | -           | 47     | 21     |
| 2024-2025                | Napoli                   | A                        | 36         | 14         | CI              | 2               | 0               | -                  | -                  | -                  | -           | -           | -           | 38     | 14     |
| 2025-2026                | Napoli                   | A                        | -          | -          | CI              | -               | -               | UCL                | -                  | -                  | SI          | -           | -           | -      | -      |
| Totale Napoli            | Totale Napoli            | Totale Napoli            | 36         | 14         |                 | 2               | 0               |                    | -                  | -                  |             | -           | -           | 38     | 14     |
| Totale carriera          | Totale carriera          | Totale carriera          | 516        | 238        |                 | 63              | 26              |                    | 91                 | 48                 |             | 4           | 3           | 674    | 315    |

### Cronologia presenze e reti in nazionale
| Cronologia completa delle presenze e delle reti in nazionale ― Belgio | Cronologia completa delle presenze e delle reti in nazionale ― Belgio | Cronologia completa delle presenze e delle reti in nazionale ― Belgio | Cronologia completa delle presenze e delle reti in nazionale ― Belgio | Cronologia completa delle presenze e delle reti in nazionale ― Belgio | Cronologia completa delle presenze e delle reti in nazionale ― Belgio | Cronologia completa delle presenze e delle reti in nazionale ― Belgio | Cronologia completa delle presenze e delle reti in nazionale ― Belgio |
| Data                                                                  | Città                                                                 | In casa                                                               | Risultato                                                             | Ospiti                                                                | Competizione                                                          | Reti                                                                  | Note                                                                  |
| --------------------------------------------------------------------- | --------------------------------------------------------------------- | --------------------------------------------------------------------- | --------------------------------------------------------------------- | --------------------------------------------------------------------- | --------------------------------------------------------------------- | --------------------------------------------------------------------- | --------------------------------------------------------------------- |
| 3-3-2010                                                              | Bruxelles                                                             | Belgio                                                                | 0 – 1                                                                 | Croazia                                                               | Amichevole                                                            | -                                                                     | 77’                                                                   |
| 19-5-2010                                                             | Bruxelles                                                             | Belgio                                                                | 2 – 1                                                                 | Bulgaria                                                              | Amichevole                                                            | -                                                                     | 65’                                                                   |
| 11-8-2010                                                             | Turku                                                                 | Finlandia                                                             | 1 – 0                                                                 | Belgio                                                                | Amichevole                                                            | -                                                                     | 66’                                                                   |
| 3-9-2010                                                              | Bruxelles                                                             | Belgio                                                                | 0 – 1                                                                 | Germania                                                              | Qual. Euro 2012                                                       | -                                                                     | 73’                                                                   |
| 7-9-2010                                                              | Istanbul                                                              | Turchia                                                               | 3 – 2                                                                 | Belgio                                                                | Qual. Euro 2012                                                       | -                                                                     | 76’                                                                   |
| 8-10-2010                                                             | Astana                                                                | Kazakistan                                                            | 0 – 2                                                                 | Belgio                                                                | Qual. Euro 2012                                                       | -                                                                     | 46’                                                                   |
| 12-10-2010                                                            | Bruxelles                                                             | Belgio                                                                | 4 – 4                                                                 | Austria                                                               | Qual. Euro 2012                                                       | -                                                                     | 73’                                                                   |
| 17-11-2010                                                            | Voronež                                                               | Russia                                                                | 0 – 2                                                                 | Belgio                                                                | Amichevole                                                            | 2                                                                     | 75’                                                                   |
| 9-2-2011                                                              | Gand                                                                  | Belgio                                                                | 1 – 1                                                                 | Finlandia                                                             | Amichevole                                                            | -                                                                     | 82’                                                                   |
| 10-8-2011                                                             | Lubiana                                                               | Slovenia                                                              | 0 – 0                                                                 | Belgio                                                                | Amichevole                                                            | -                                                                     | 58’                                                                   |
| 2-9-2011                                                              | Baku                                                                  | Azerbaigian                                                           | 1 – 1                                                                 | Belgio                                                                | Qual. Euro 2012                                                       | -                                                                     | 61’                                                                   |
| 6-9-2011                                                              | Bruxelles                                                             | Belgio                                                                | 1 – 0                                                                 | Stati Uniti                                                           | Amichevole                                                            | -                                                                     | 63’                                                                   |
| 11-10-2011                                                            | Düsseldorf                                                            | Germania                                                              | 3 – 1                                                                 | Belgio                                                                | Qual. Euro 2012                                                       | -                                                                     | 46’                                                                   |
| 29-2-2012                                                             | Candia                                                                | Grecia                                                                | 1 – 1                                                                 | Belgio                                                                | Amichevole                                                            | -                                                                     | 46’                                                                   |
| 2-6-2012                                                              | Londra                                                                | Inghilterra                                                           | 1 – 0                                                                 | Belgio                                                                | Amichevole                                                            | -                                                                     | 72’                                                                   |
| 15-8-2012                                                             | Bruxelles                                                             | Belgio                                                                | 4 – 2                                                                 | Paesi Bassi                                                           | Amichevole                                                            | 1                                                                     | 63’                                                                   |
| 7-9-2012                                                              | Cardiff                                                               | Galles                                                                | 0 – 2                                                                 | Belgio                                                                | Qual. Mondiali 2014                                                   | -                                                                     | 46’                                                                   |
| 14-11-2012                                                            | Bucarest                                                              | Romania                                                               | 2 – 1                                                                 | Belgio                                                                | Amichevole                                                            | -                                                                     | 57’                                                                   |
| 6-2-2013                                                              | Bruges                                                                | Belgio                                                                | 2 – 1                                                                 | Slovacchia                                                            | Amichevole                                                            | -                                                                     | 46’                                                                   |
| 29-5-2013                                                             | Cleveland                                                             | Stati Uniti                                                           | 2 – 4                                                                 | Belgio                                                                | Amichevole                                                            | -                                                                     | 84’                                                                   |
| 7-6-2013                                                              | Bruxelles                                                             | Belgio                                                                | 2 – 1                                                                 | Serbia                                                                | Qual. Mondiali 2014                                                   | -                                                                     | 82’                                                                   |
| 14-8-2013                                                             | Bruxelles                                                             | Belgio                                                                | 0 – 0                                                                 | Francia                                                               | Amichevole                                                            | -                                                                     | 60’                                                                   |
| 11-10-2013                                                            | Zagabria                                                              | Croazia                                                               | 1 – 2                                                                 | Belgio                                                                | Qual. Mondiali 2014                                                   | 2                                                                     | 69’                                                                   |
| 15-10-2013                                                            | Bruxelles                                                             | Belgio                                                                | 1 – 1                                                                 | Galles                                                                | Qual. Mondiali 2014                                                   | -                                                                     |                                                                       |
| 14-11-2013                                                            | Bruxelles                                                             | Belgio                                                                | 0 – 2                                                                 | Colombia                                                              | Amichevole                                                            | -                                                                     | 58’                                                                   |
| 19-11-2013                                                            | Bruxelles                                                             | Belgio                                                                | 2 – 3                                                                 | Giappone                                                              | Amichevole                                                            | -                                                                     | 76’                                                                   |
| 5-3-2014                                                              | Bruxelles                                                             | Belgio                                                                | 2 – 2                                                                 | Costa d'Avorio                                                        | Amichevole                                                            | -                                                                     | 73’                                                                   |
| 26-5-2014                                                             | Genk                                                                  | Belgio                                                                | 5 – 1                                                                 | Lussemburgo                                                           | Amichevole                                                            | 3                                                                     | 61’                                                                   |
| 1-6-2014                                                              | Solna                                                                 | Svezia                                                                | 0 – 2                                                                 | Belgio                                                                | Amichevole                                                            | 1                                                                     | 74’                                                                   |
| 7-6-2014                                                              | Bruxelles                                                             | Belgio                                                                | 1 – 0                                                                 | Tunisia                                                               | Amichevole                                                            | -                                                                     | 62’ 90+2’                                                             |
| 17-6-2014                                                             | Belo Horizonte                                                        | Algeria                                                               | 1 – 2                                                                 | Belgio                                                                | Mondiali 2014 - 1º turno                                              | -                                                                     | 58’                                                                   |
| 22-6-2014                                                             | Rio de Janeiro                                                        | Belgio                                                                | 1 – 0                                                                 | Russia                                                                | Mondiali 2014 - 1º turno                                              | -                                                                     | 57’                                                                   |
| 1-7-2014                                                              | Salvador                                                              | Stati Uniti                                                           | 1 – 2 dts                                                             | Belgio                                                                | Mondiali 2014 - Ottavi di finale                                      | 1                                                                     | 90+1’                                                                 |
| 5-7-2014                                                              | Brasilia                                                              | Argentina                                                             | 1 – 0                                                                 | Belgio                                                                | Mondiali 2014 - Quarti di finale                                      | -                                                                     | 59’                                                                   |
| 10-10-2014                                                            | Bruxelles                                                             | Belgio                                                                | 6 – 0                                                                 | Andorra                                                               | Qual. Euro 2016                                                       | -                                                                     | 66’                                                                   |
| 13-10-2014                                                            | Zenica                                                                | Bosnia ed Erzegovina                                                  | 1 – 1                                                                 | Belgio                                                                | Qual. Euro 2016                                                       | -                                                                     | 57’                                                                   |
| 12-11-2014                                                            | Bruxelles                                                             | Belgio                                                                | 3 – 1                                                                 | Islanda                                                               | Amichevole                                                            | 1                                                                     | 46’                                                                   |
| 7-6-2015                                                              | Saint-Denis                                                           | Francia                                                               | 3 – 4                                                                 | Belgio                                                                | Amichevole                                                            | -                                                                     | 59’                                                                   |
| 12-6-2015                                                             | Cardiff                                                               | Galles                                                                | 1 – 0                                                                 | Belgio                                                                | Qual. Euro 2016                                                       | -                                                                     | 46’                                                                   |
| 3-9-2015                                                              | Bruxelles                                                             | Belgio                                                                | 3 – 1                                                                 | Bosnia ed Erzegovina                                                  | Qual. Euro 2016                                                       | -                                                                     | 82’                                                                   |
| 13-10-2015                                                            | Bruxelles                                                             | Belgio                                                                | 3 – 1                                                                 | Israele                                                               | Qual. Euro 2016                                                       | -                                                                     | 65’                                                                   |
| 13-11-2015                                                            | Bruxelles                                                             | Belgio                                                                | 3 – 1                                                                 | Italia                                                                | Amichevole                                                            | -                                                                     | 63’                                                                   |
| 29-3-2016                                                             | Leiria                                                                | Portogallo                                                            | 2 – 1                                                                 | Belgio                                                                | Amichevole                                                            | 1                                                                     |                                                                       |
| 28-5-2016                                                             | Ginevra                                                               | Svizzera                                                              | 1 – 2                                                                 | Belgio                                                                | Amichevole                                                            | 1                                                                     | 58’                                                                   |
| 1-6-2016                                                              | Bruxelles                                                             | Belgio                                                                | 1 – 1                                                                 | Finlandia                                                             | Amichevole                                                            | 1                                                                     | 79’                                                                   |
| 5-6-2016                                                              | Bruxelles                                                             | Belgio                                                                | 3 – 2                                                                 | Norvegia                                                              | Amichevole                                                            | 1                                                                     |                                                                       |
| 13-6-2016                                                             | Lione                                                                 | Belgio                                                                | 0 – 2                                                                 | Italia                                                                | Euro 2016 - 1º turno                                                  | -                                                                     | 73’                                                                   |
| 18-6-2016                                                             | Bordeaux                                                              | Belgio                                                                | 3 – 0                                                                 | Irlanda                                                               | Euro 2016 - 1º turno                                                  | 2                                                                     | 83’                                                                   |
| 22-6-2016                                                             | Nizza                                                                 | Svezia                                                                | 0 – 1                                                                 | Belgio                                                                | Euro 2016 - 1º turno                                                  | -                                                                     | 87’                                                                   |
| 26-6-2016                                                             | Tolosa                                                                | Ungheria                                                              | 0 – 4                                                                 | Belgio                                                                | Euro 2016 - Ottavi di finale                                          | -                                                                     | 76’                                                                   |
| 1-7-2016                                                              | Lilla                                                                 | Galles                                                                | 3 – 1                                                                 | Belgio                                                                | Euro 2016 - Quarti di finale                                          | -                                                                     | 83’                                                                   |
| 1-9-2016                                                              | Bruxelles                                                             | Belgio                                                                | 0 – 2                                                                 | Spagna                                                                | Amichevole                                                            | -                                                                     | 67’                                                                   |
| 6-9-2016                                                              | Nicosia                                                               | Cipro                                                                 | 0 – 3                                                                 | Belgio                                                                | Qual. Mondiali 2018                                                   | 2                                                                     | 73’                                                                   |
| 7-10-2016                                                             | Bruxelles                                                             | Belgio                                                                | 4 – 0                                                                 | Bosnia ed Erzegovina                                                  | Qual. Mondiali 2018                                                   | 1                                                                     | 82’                                                                   |
| 9-11-2016                                                             | Amsterdam                                                             | Paesi Bassi                                                           | 1 – 1                                                                 | Belgio                                                                | Amichevole                                                            | -                                                                     | 64’                                                                   |
| 13-11-2016                                                            | Bruxelles                                                             | Belgio                                                                | 8 – 1                                                                 | Estonia                                                               | Qual. Mondiali 2018                                                   | 2                                                                     |                                                                       |
| 25-3-2017                                                             | Bruxelles                                                             | Belgio                                                                | 1 – 1                                                                 | Grecia                                                                | Qual. Mondiali 2018                                                   | 1                                                                     | 90+5’                                                                 |
| 28-3-2017                                                             | Soči                                                                  | Russia                                                                | 3 – 3                                                                 | Belgio                                                                | Amichevole                                                            | -                                                                     | 77’                                                                   |
| 5-6-2017                                                              | Bruxelles                                                             | Belgio                                                                | 2 – 1                                                                 | Rep. Ceca                                                             | Amichevole                                                            | -                                                                     | 46’                                                                   |
| 9-6-2017                                                              | Tallinn                                                               | Estonia                                                               | 0 – 2                                                                 | Belgio                                                                | Qual. Mondiali 2018                                                   | -                                                                     |                                                                       |
| 31-8-2017                                                             | Bruxelles                                                             | Belgio                                                                | 9 – 0                                                                 | Gibilterra                                                            | Qual. Mondiali 2018                                                   | 3                                                                     |                                                                       |
| 3-9-2017                                                              | Atene                                                                 | Grecia                                                                | 1 – 2                                                                 | Belgio                                                                | Qual. Mondiali 2018                                                   | 1                                                                     |                                                                       |
| 10-10-2017                                                            | Bruxelles                                                             | Belgio                                                                | 4 – 0                                                                 | Cipro                                                                 | Qual. Mondiali 2018                                                   | 1                                                                     |                                                                       |
| 10-11-2017                                                            | Bruxelles                                                             | Belgio                                                                | 3 – 3                                                                 | Messico                                                               | Amichevole                                                            | 2                                                                     | 88’                                                                   |
| 14-11-2017                                                            | Bruges                                                                | Belgio                                                                | 1 – 0                                                                 | Giappone                                                              | Amichevole                                                            | 1                                                                     | 74’                                                                   |
| 27-3-2018                                                             | Bruxelles                                                             | Belgio                                                                | 4 – 0                                                                 | Arabia Saudita                                                        | Amichevole                                                            | 2                                                                     |                                                                       |
| 2-6-2018                                                              | Bruxelles                                                             | Belgio                                                                | 0 – 0                                                                 | Portogallo                                                            | Amichevole                                                            | -                                                                     | 46’                                                                   |
| 6-6-2018                                                              | Bruxelles                                                             | Belgio                                                                | 3 – 0                                                                 | Egitto                                                                | Amichevole                                                            | 1                                                                     | 46’                                                                   |
| 11-6-2018                                                             | Bruxelles                                                             | Belgio                                                                | 4 – 1                                                                 | Costa Rica                                                            | Amichevole                                                            | 2                                                                     |                                                                       |
| 18-6-2018                                                             | Soči                                                                  | Belgio                                                                | 3 – 0                                                                 | Panama                                                                | Mondiali 2018 - 1º turno                                              | 2                                                                     |                                                                       |
| 23-6-2018                                                             | Mosca                                                                 | Belgio                                                                | 5 – 2                                                                 | Tunisia                                                               | Mondiali 2018 - 1º turno                                              | 2                                                                     | 59’                                                                   |
| 2-7-2018                                                              | Rostov sul Don                                                        | Belgio                                                                | 3 – 2                                                                 | Giappone                                                              | Mondiali 2018 - Ottavi di finale                                      | -                                                                     |                                                                       |
| 6-7-2018                                                              | Kazan'                                                                | Brasile                                                               | 1 – 2                                                                 | Belgio                                                                | Mondiali 2018 - Quarti di finale                                      | -                                                                     | 87’                                                                   |
| 10-7-2018                                                             | San Pietroburgo                                                       | Francia                                                               | 1 – 0                                                                 | Belgio                                                                | Mondiali 2018 - Semifinale                                            | -                                                                     |                                                                       |
| 14-7-2018                                                             | San Pietroburgo                                                       | Belgio                                                                | 2 – 0                                                                 | Inghilterra                                                           | Mondiali 2018 - Finale 3º posto                                       | -                                                                     | 61’                                                                   |
| 7-9-2018                                                              | Glasgow                                                               | Scozia                                                                | 0 – 4                                                                 | Belgio                                                                | Amichevole                                                            | 1                                                                     | 46’                                                                   |
| 11-9-2018                                                             | Reykjavík                                                             | Islanda                                                               | 0 – 3                                                                 | Belgio                                                                | UEFA Nations League 2018-2019 - 1º turno                              | 2                                                                     |                                                                       |
| 12-10-2018                                                            | Bruxelles                                                             | Belgio                                                                | 2 – 1                                                                 | Svizzera                                                              | UEFA Nations League 2018-2019 - 1º turno                              | 2                                                                     |                                                                       |
| 16-10-2018                                                            | Bruxelles                                                             | Belgio                                                                | 1 – 1                                                                 | Paesi Bassi                                                           | Amichevole                                                            | -                                                                     | 46’                                                                   |
| 8-6-2019                                                              | Bruxelles                                                             | Belgio                                                                | 3 – 0                                                                 | Kazakistan                                                            | Qual. Euro 2020                                                       | 1                                                                     | 72’                                                                   |
| 11-6-2019                                                             | Bruxelles                                                             | Belgio                                                                | 3 – 0                                                                 | Scozia                                                                | Qual. Euro 2020                                                       | 2                                                                     |                                                                       |
| 9-9-2019                                                              | Glasgow                                                               | Scozia                                                                | 0 – 4                                                                 | Belgio                                                                | Qual. Euro 2020                                                       | 1                                                                     |                                                                       |
| 10-10-2019                                                            | Bruxelles                                                             | Belgio                                                                | 9 – 0                                                                 | San Marino                                                            | Qual. Euro 2020                                                       | 2                                                                     | 76’                                                                   |
| 16-11-2019                                                            | San Pietroburgo                                                       | Russia                                                                | 1 – 4                                                                 | Belgio                                                                | Qual. Euro 2020                                                       | 1                                                                     | 77’                                                                   |
| 5-9-2020                                                              | Copenaghen                                                            | Danimarca                                                             | 0 – 2                                                                 | Belgio                                                                | UEFA Nations League 2020-2021 - 1º turno                              | -                                                                     |                                                                       |
| 11-10-2020                                                            | Londra                                                                | Inghilterra                                                           | 2 – 1                                                                 | Belgio                                                                | UEFA Nations League 2020-2021 - 1º turno                              | 1                                                                     |                                                                       |
| 14-10-2020                                                            | Reykjavík                                                             | Islanda                                                               | 1 – 2                                                                 | Belgio                                                                | UEFA Nations League 2020-2021 - 1º turno                              | 2                                                                     | cap.                                                                  |
| 15-11-2020                                                            | Lovanio                                                               | Belgio                                                                | 2 – 0                                                                 | Inghilterra                                                           | UEFA Nations League 2020-2021 - 1º turno                              | -                                                                     |                                                                       |
| 18-11-2020                                                            | Lovanio                                                               | Belgio                                                                | 4 – 2                                                                 | Danimarca                                                             | UEFA Nations League 2020-2021 - 1º turno                              | 2                                                                     |                                                                       |
| 24-3-2021                                                             | Lovanio                                                               | Belgio                                                                | 3 – 1                                                                 | Galles                                                                | Qual. Mondiali 2022                                                   | 1                                                                     |                                                                       |
| 27-3-2021                                                             | Praga                                                                 | Rep. Ceca                                                             | 1 – 1                                                                 | Belgio                                                                | Qual. Mondiali 2022                                                   | 1                                                                     |                                                                       |
| 3-6-2021                                                              | Bruxelles                                                             | Belgio                                                                | 1 – 1                                                                 | Grecia                                                                | Amichevole                                                            | -                                                                     | cap. 46’                                                              |
| 6-6-2021                                                              | Bruxelles                                                             | Belgio                                                                | 1 – 0                                                                 | Croazia                                                               | Amichevole                                                            | 1                                                                     |                                                                       |
| 12-6-2021                                                             | San Pietroburgo                                                       | Belgio                                                                | 3 – 0                                                                 | Russia                                                                | Euro 2020 - 1º turno                                                  | 2                                                                     |                                                                       |
| 17-6-2021                                                             | Copenaghen                                                            | Danimarca                                                             | 1 – 2                                                                 | Belgio                                                                | Euro 2020 - 1º turno                                                  | -                                                                     |                                                                       |
| 21-6-2021                                                             | San Pietroburgo                                                       | Finlandia                                                             | 0 – 2                                                                 | Belgio                                                                | Euro 2020 - 1º turno                                                  | 1                                                                     | 84’                                                                   |
| 27-6-2021                                                             | Siviglia                                                              | Belgio                                                                | 1 – 0                                                                 | Portogallo                                                            | Euro 2020 - Ottavi di finale                                          | -                                                                     |                                                                       |
| 2-7-2021                                                              | Monaco di Baviera                                                     | Belgio                                                                | 1 – 2                                                                 | Italia                                                                | Euro 2020 - Quarti di finale                                          | 1                                                                     |                                                                       |
| 2-9-2021                                                              | Tallinn                                                               | Estonia                                                               | 2 – 5                                                                 | Belgio                                                                | Qual. Mondiali 2022                                                   | 2                                                                     | 47’ 73’                                                               |
| 5-9-2021                                                              | Bruxelles                                                             | Belgio                                                                | 3 – 0                                                                 | Rep. Ceca                                                             | Qual. Mondiali 2022                                                   | 1                                                                     | 76’ 81’                                                               |
| 7-10-2021                                                             | Torino                                                                | Belgio                                                                | 2 – 3                                                                 | Francia                                                               | UEFA Nations League 2020-2021 - Semifinale                            | 1                                                                     |                                                                       |
| 3-6-2022                                                              | Bruxelles                                                             | Belgio                                                                | 1 – 4                                                                 | Paesi Bassi                                                           | UEFA Nations League 2022-2023 - 1º turno                              | -                                                                     | 27’                                                                   |
| 27-11-2022                                                            | Doha                                                                  | Belgio                                                                | 0 – 2                                                                 | Marocco                                                               | Mondiali 2022 - 1º turno                                              | -                                                                     | 81’                                                                   |
| 1-12-2022                                                             | Al Rayyan                                                             | Croazia                                                               | 0 – 0                                                                 | Belgio                                                                | Mondiali 2022 - 1º turno                                              | -                                                                     | 46’                                                                   |
| 24-3-2023                                                             | Solna                                                                 | Svezia                                                                | 0 – 3                                                                 | Belgio                                                                | Qual. Euro 2024                                                       | 3                                                                     | 85’                                                                   |
| 28-3-2023                                                             | Colonia                                                               | Germania                                                              | 2 – 3                                                                 | Belgio                                                                | Amichevole                                                            | 1                                                                     | 43’ 68’                                                               |
| 17-6-2023                                                             | Bruxelles                                                             | Belgio                                                                | 1 – 1                                                                 | Austria                                                               | Qual. Euro 2024                                                       | 1                                                                     | cap. 90+4’                                                            |
| 20-6-2023                                                             | Tallinn                                                               | Estonia                                                               | 0 – 3                                                                 | Belgio                                                                | Qual. Euro 2024                                                       | 2                                                                     | cap. 69’                                                              |
| 9-9-2023                                                              | Mərdəkan                                                              | Azerbaigian                                                           | 0 – 1                                                                 | Belgio                                                                | Qual. Euro 2024                                                       | -                                                                     | cap. 66’                                                              |
| 12-9-2023                                                             | Bruxelles                                                             | Belgio                                                                | 5 – 0                                                                 | Estonia                                                               | Qual. Euro 2024                                                       | 2                                                                     | cap. 61’                                                              |
| 13-10-2023                                                            | Vienna                                                                | Austria                                                               | 2 – 3                                                                 | Belgio                                                                | Qual. Euro 2024                                                       | 1                                                                     | cap. 79’                                                              |
| 16-10-2023                                                            | Bruxelles                                                             | Belgio                                                                | 1 – 1                                                                 | Svezia                                                                | Qual. Euro 2024                                                       | 1                                                                     | cap.                                                                  |
| 19-11-2023                                                            | Bruxelles                                                             | Belgio                                                                | 5 – 0                                                                 | Azerbaigian                                                           | Qual. Euro 2024                                                       | 4                                                                     | cap. 46’                                                              |
| 26-3-2024                                                             | Londra                                                                | Inghilterra                                                           | 2 – 2                                                                 | Belgio                                                                | Amichevole                                                            | -                                                                     | cap. 82’                                                              |
| 8-6-2024                                                              | Bruxelles                                                             | Belgio                                                                | 3 – 0                                                                 | Lussemburgo                                                           | Amichevole                                                            | 2                                                                     | 82’                                                                   |
| 17-6-2024                                                             | Francoforte sul Meno                                                  | Belgio                                                                | 0 – 1                                                                 | Slovacchia                                                            | Euro 2024 - 1º turno                                                  | -                                                                     |                                                                       |
| 22-6-2024                                                             | Colonia                                                               | Belgio                                                                | 2 – 0                                                                 | Romania                                                               | Euro 2024 - 1º turno                                                  | -                                                                     |                                                                       |
| 26-6-2024                                                             | Stoccarda                                                             | Ucraina                                                               | 0 – 0                                                                 | Belgio                                                                | Euro 2024 - 1º turno                                                  | -                                                                     | 90’                                                                   |
| 1-7-2024                                                              | Düsseldorf                                                            | Francia                                                               | 1 – 0                                                                 | Belgio                                                                | Euro 2024 - Ottavi di finale                                          | -                                                                     |                                                                       |
| 14-11-2024                                                            | Bruxelles                                                             | Belgio                                                                | 0 – 1                                                                 | Italia                                                                | UEFA Nations League 2024-2025 - 1º turno                              | -                                                                     | cap.                                                                  |
| 20-3-2025                                                             | Murcia                                                                | Ucraina                                                               | 3 – 1                                                                 | Belgio                                                                | UEFA Nations League 2024-2025 - Play-off                              | 1                                                                     | cap.                                                                  |
| 23-3-2025                                                             | Genk                                                                  | Belgio                                                                | 3 – 0                                                                 | Ucraina                                                               | UEFA Nations League 2024-2025 - Play-off                              | 2                                                                     |                                                                       |
| 6-6-2025                                                              | Skopje                                                                | Macedonia del Nord                                                    | 1 – 1                                                                 | Belgio                                                                | Qual. Mondiali 2026                                                   | -                                                                     | 82’                                                                   |
| 9-6-2025                                                              | Bruxelles                                                             | Belgio                                                                | 4 – 3                                                                 | Galles                                                                | Qual. Mondiali 2026                                                   | 1                                                                     |                                                                       |
| Totale                                                                |                                                                       | Presenze (5º posto)                                                   | 124                                                                   |                                                                       | Reti (1º posto)                                                       | 89                                                                    |                                                                       |

### Record

#### In assoluto
- Giocatore a segno per più partite consecutive nella storia della Coppa UEFA/Europa League (14).[71]
- Giocatore a segno per più partite consecutive nella storia del derby di Milano in tutte le competizioni (5).[150]
- Giocatore ad avere realizzato il maggior numero di gol nelle qualificazioni ai campionati europei (14).[146]

#### Everton
- Miglior marcatore nelle competizioni UEFA per club (8 gol).[151]
- Miglior marcatore in Premier League (68 reti).[2]
- Miglior marcatore in una singola stagione di Premier League (25 gol, 2016-2017).[2]

#### Inter
- Giocatore a segno per più partite consecutive nelle competizioni UEFA per club (9).[74]

#### Belgio
- Miglior marcatore della nazionale belga (83 gol).[8]
- Miglior marcatore della nazionale belga al Mondiale (5 reti, a pari merito con Marc Wilmots).
- Miglior marcatore della nazionale belga all'Europeo (6 reti).
- Miglior marcatore della nazionale belga nella UEFA Nations League (10).

## Palmarès

### Club

#### Competizioni nazionali
- Campionato belga: 1

Anderlecht: 2009-2010
- Coppa d'Inghilterra: 1

Chelsea: 2011-2012
- Campionato italiano: 2

Inter: 2020-2021
Napoli: 2024-2025
- Supercoppa italiana: 1

Inter: 2022
- Coppa Italia: 1

Inter: 2022-2023

#### Competizioni internazionali
- Coppa del mondo per club: 1

Chelsea: 2021

### Individuale
- Capocannoniere del campionato belga: 1

2009-2010 (15 gol)
- Scarpa d'ebano: 1

2011
- Capocannoniere della UEFA Europa League: 1

2014-2015 (8 gol, a pari merito con Alan)
- Squadra dell'anno della PFA: 1

2016-2017
- Scarpa di bronzo del campionato mondiale: 1

Russia 2018
- Premio Astori

2019
- Squadra della stagione della UEFA Europa League: 1

2019-2020
- Calciatore della stagione della UEFA Europa League: 1

2019-2020
- Premio internazionale Giacinto Facchetti: 1

2020
- Miglior marcatore internazionale dell'anno IFFHS: 2

2020 (16 gol), 2023 (22 gol)
- Miglior calciatore belga all'estero: 1

2020
- Premi Lega Serie A: 1

Miglior giocatore: 2020-2021
- Squadra del torneo del campionato europeo: 1

Europa 2020
- Capocannoniere della UEFA Nations League: 1

2020-2021 (6 gol, a pari merito con Torres e Haaland)
- Capocannoniere della Coppa del mondo per club FIFA: 1

2021 (2 gol, a pari merito con Diaby, Ibrahim e Veiga)
- Gran Galà del calcio AIC: 2

Migliore calciatore assoluto: 2021
Squadra dell'anno: 2021